# Sergei Jewgenjewitsch Sewerin
Sergei Jewgenjewitsch Sewerin (russisch Сергей Евгеньевич Севери́н; * 8. Dezemberjul. / 21. Dezember 1901greg. in Moskau; † 15. August 1993 ebenda) war ein sowjetisch-russischer Biochemiker.

## Leben
Sewerin studierte Medizin an der Lomonossow-Universität mit dem Abschluss 1924. Danach war er Assistent am Institut für Biochemie der Universität, an der er 1931 ordentlicher Professor für Biochemie wurde.
Er befasste sich besonders mit der Biochemie und Energiehaushalt des Muskelgewebes und identifizierte und untersuchte verschiedene Enzyme, die dabei eine Rolle spielen. In frühen Arbeiten befasste er sich mit Blutchemie und mit der Biochemie von  Imidazolen.
1971 wurde er als Mitglied in die Leopoldina gewählt.
Er war Mitglied der Sowjetischen Akademie der Wissenschaften und Mitglied der Akademie der Medizinischen Wissenschaften der UdSSR. Er erhielt zahlreiche staatliche Auszeichnungen: Held der sozialistischen Arbeit (1971), Leninorden (1955, 1961, 1971, 1980), Orden der Oktoberrevolution (1975), Orden des Roten Banners der Arbeit (1945, 1975), Orden der Völkerfreundschaft (1986). 1982 erhielt er den Lenin-Preis für seine Arbeiten über Grundlagen der Biochemie des Muskels (1950–1980).